# Metoko (peuple)
Pour les articles homonymes, voir Metoko.
Les Metoko sont un peuple d'Afrique centrale établi au centre-est de la République démocratique du Congo, de part et d'autre de la rivière Lualaba.

## Langue
Leur langue est le metoko (ou mituku), une langue bantoue proche du mbole.

## Culture

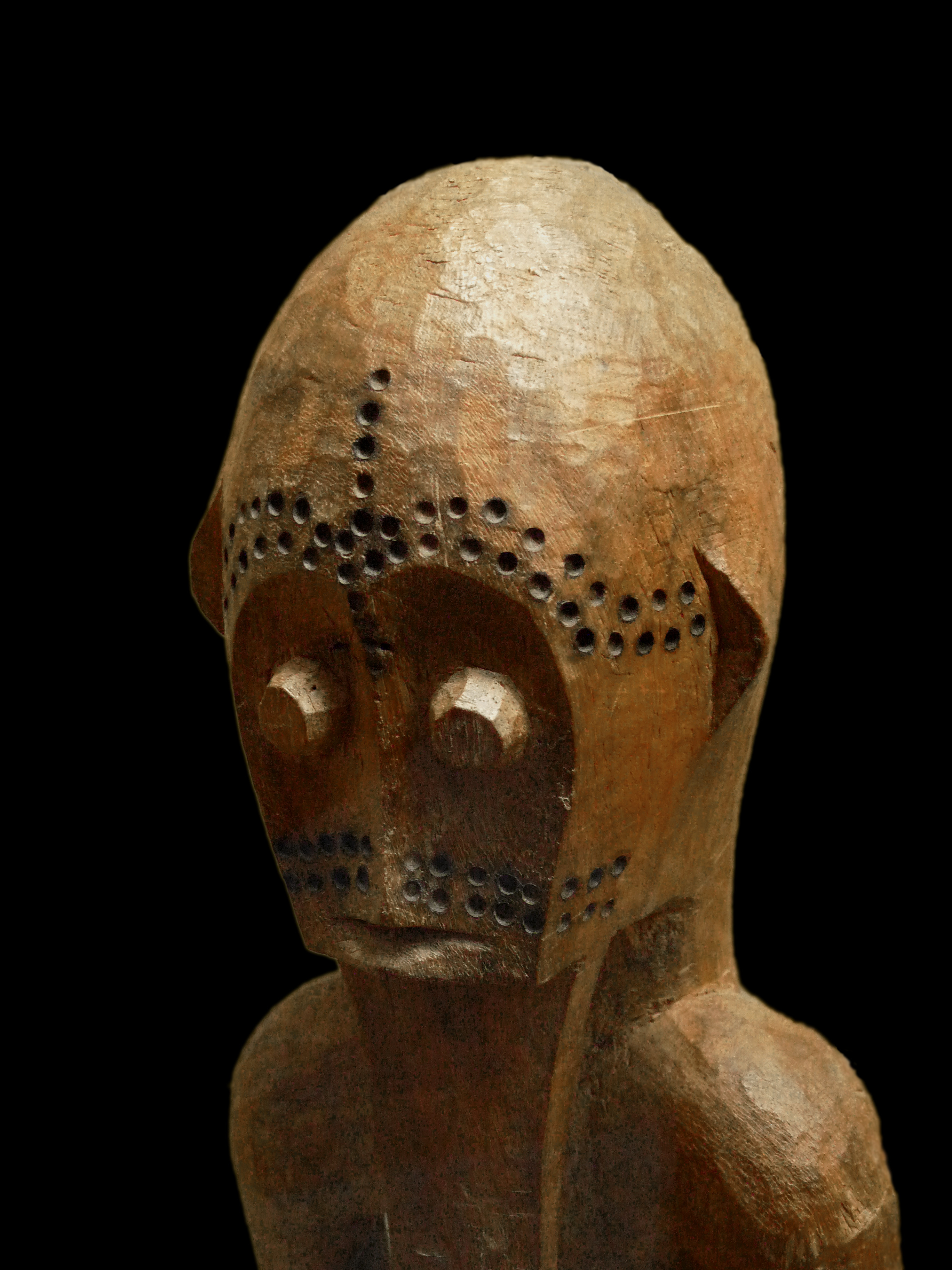
Détail d'une statuette placée pendant la période de deuil sur la tombe d'un membre de la société kota